# یا الان یا هیچ‌وقت (ترانه هالزی)
«یا الان یا هیچ‌وقت» (به انگلیسی: Now or Never) ترانه ای از خواننده آمریکایی هالزی از آلبوم استودیوی دوم خود پادشاهی چشمهٔ ناامید (۲۰۱۷) است. که در ۵ آوریل ۲۰۱۷ از سوی استرل‌ورکس به عنوان تک‌آهنگ اصلی با موزیک ویدئو آن به طور همزمان منتشر شد.